# Ahmed al-Hiba

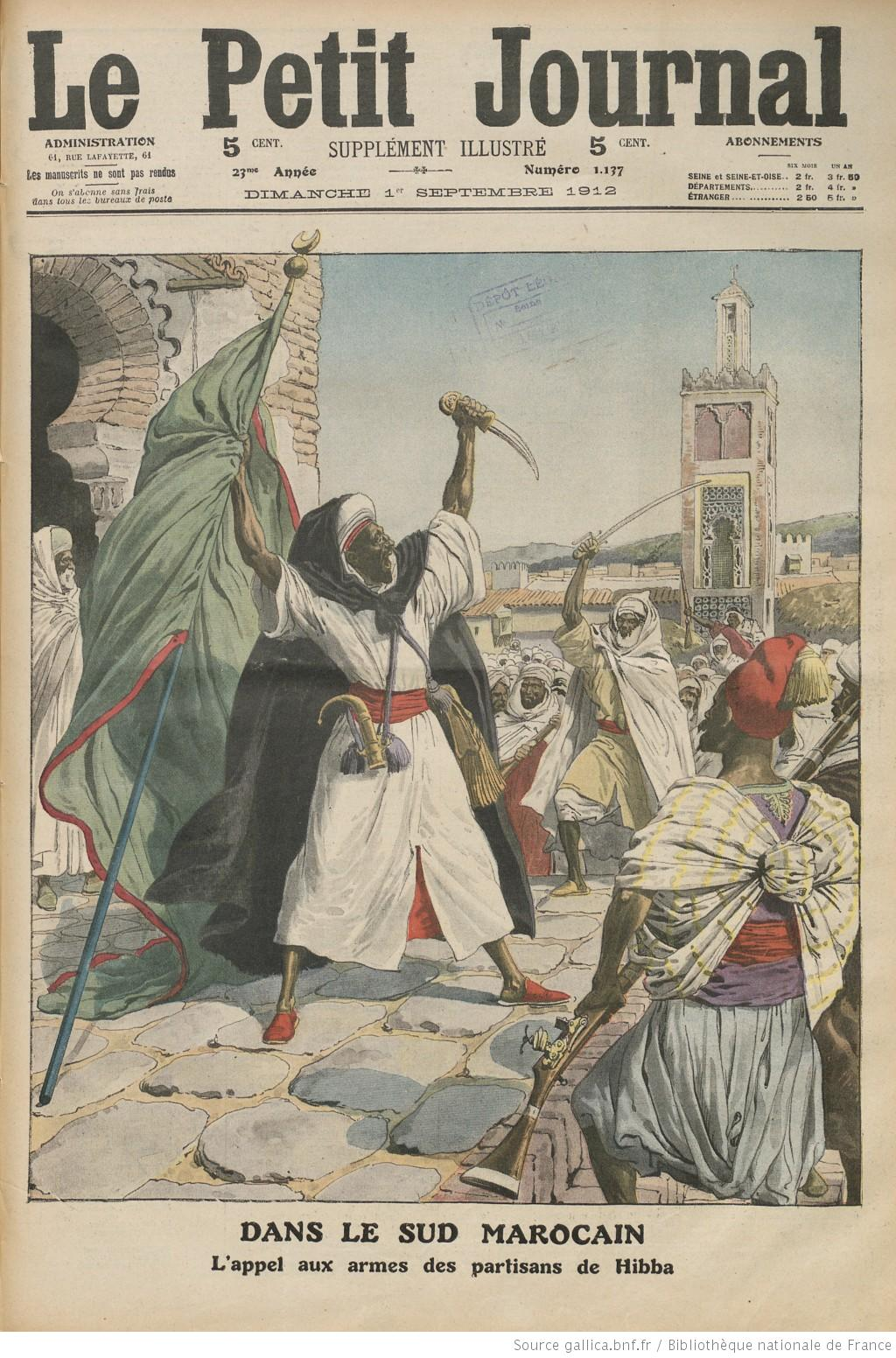
El Hiba-Aufstand (1912)

Ahmed al-Hiba oder nur El Hiba (* 1876; † 23. Juni 1919) war der Anführer eines Aufstandes verschiedener Berberstämme gegen die Franzosen und den von ihnen abhängigen Sultan Mulai Abd al-Hafiz zu Beginn der Protektoratszeit über Marokko im Jahr 1912. 

## Leben
El Hiba war der Sohn von Ma al-'Aynayn, einem religiösen Prediger aus Mauretanien, der sich in Smara (Westsahara) niedergelassen hatte und von dort eine Rebellion gegen die Anwesenheit der Europäer anführte. Nach seinem Tod wurde durch den Vertrag von Fès (1912) dennoch das französische Protektorat über Marokko errichtet, welches wenige Monate später durch eine spanische Einflusszone ergänzt wurde. In den Augen von El Hiba und vieler anderer Berberfürsten hatte der marokkanische Sultan dadurch seinen Herrschaftsanspruch verwirkt und so ließ er sich in Tiznit zum Gegensultan (Amir Al Moujahidin) ausrufen. Im August 1912 zog er in Marrakesch ein, wo er erneut zum Sultan proklamiert wurde. In einer Schlacht bei Sidi Bou Othmane am 6. September 1912 erlitt sein zusammengewürfeltes Heer jedoch eine schwere Niederlage gegen die Franzosen unter der Führung von General Charles Mangin. Er selbst konnte sich absetzen und setzte seinen Kampf gegen die Kolonialmächte bis zu seinem Tod fort.

## Nachfolge
El Hiba war kinderlos; sein Nachfolger wurde sein Bruder Merebbi Rebbu, der jedoch kaum Spuren in der marokkanischen Geschichte hinterließ.